# Aurelio Sorrentino
Aurelio Sorrentino (Zungri, 19 ottobre 1914 – Reggio Calabria, 28 settembre 1998) è stato un arcivescovo cattolico italiano.

## Biografia
Aurelio Sorrentino nasce a Zungri, oggi in provincia di Vibo Valentia, il 19 ottobre 1914. Viene ordinato sacerdote il 16 giugno 1940. Il 12 maggio 1962 è nominato vescovo di Bova; viene consacrato il 29 luglio dello stesso anno.
Il 30 novembre 1966 diviene vescovo di Potenza e Marsico Nuovo; assume il titolo di arcivescovo della stessa diocesi l'11 febbraio 1973 e dal 5 marzo dello stesso anno è anche vescovo di Muro Lucano. Il 4 giugno 1977 viene nominato arcivescovo di Reggio Calabria e vescovo di Bova, in sostituzione dell'ormai anziano arcivescovo Giovanni Ferro.
Il 30 settembre 1986 l'arcidiocesi di Reggio Calabria e la diocesi di Bova vengono unite e viene nominato primo arcivescovo di Reggio Calabria-Bova. Il 28 luglio 1990, in accoglimento alla sua rinuncia per raggiunti limiti d'età, assume ipso iure il titolo di arcivescovo emerito di Reggio Calabria-Bova.
Muore il 28 settembre 1998 all'età di 84 anni.

## Genealogia episcopale e successione apostolica
La genealogia episcopale è:
- Cardinale Scipione Rebiba
- Cardinale Giulio Antonio Santori
- Cardinale Girolamo Bernerio, O.P.
- Arcivescovo Galeazzo Sanvitale
- Cardinale Ludovico Ludovisi
- Cardinale Luigi Caetani
- Cardinale Ulderico Carpegna
- Cardinale Paluzzo Paluzzi Altieri degli Albertoni
- Papa Benedetto XIII
- Papa Benedetto XIV
- Cardinale Enrico Enriquez
- Arcivescovo Manuel Quintano Bonifaz
- Cardinale Buenaventura Córdoba Espinosa de la Cerda
- Cardinale Giuseppe Maria Doria Pamphilj
- Papa Pio VIII
- Papa Pio IX
- Cardinale Raffaele Monaco La Valletta
- Patriarca Michele Zezza
- Vescovo Raffaello Delle Nocche
- Vescovo Vincenzo De Chiara
- Arcivescovo Aurelio Sorrentino

La successione apostolica è:
- Vescovo Domenico Tarcisio Cortese, O.F.M. (1979)